# Mário Firmino Miguel
Mário Firmino Miguel GCTE • CvA • ComA (11 de março de 1932 – 9 de fevereiro de 1991) foi um militar e político português.

## Biografia

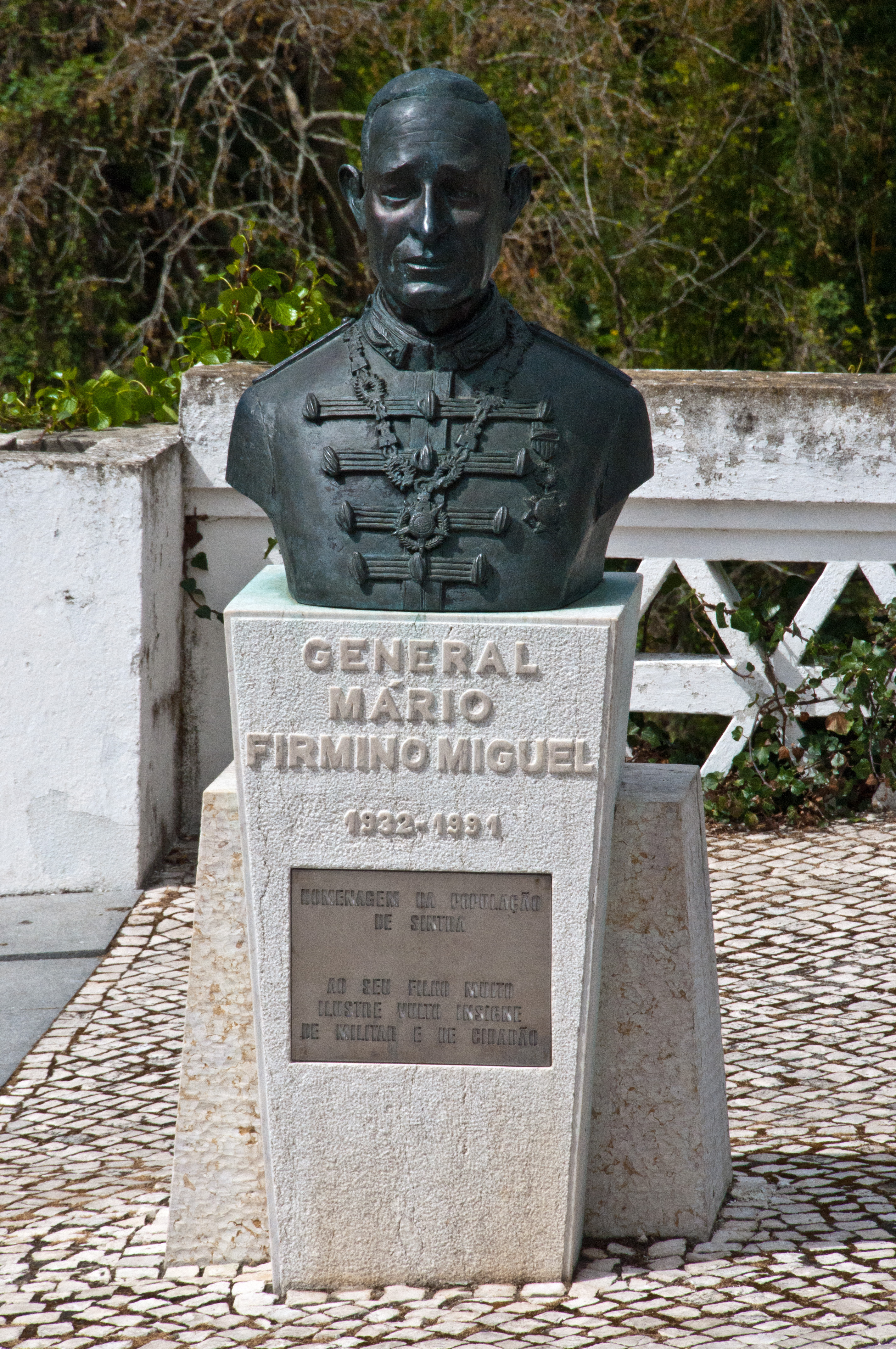

General. Ocupou diversos cargos em governos portugueses.
Desempenhava as funções de Chefe do Estado-Maior do Exército quando veio a falecer, em consequência dos ferimentos recebidos num acidente de viação na Marginal Cascais-Lisboa.
A Rua General Firmino Miguel, em São Domingos de Benfica, Lisboa, recebeu o seu nome.

### Condecorações[1][2]
- Cruz de Primeira Classe com Distintivo Branco da Ordem do Mérito Militar de Espanha (29 de janeiro de 1955)
- Cruz de Segunda Classe com Distintivo Branco da Ordem do Mérito Militar de Espanha (3 de fevereiro de 1968)
- Cavaleiro da Ordem Militar de São Bento de Avis de Portugal (13 de abril de 1970)
- Grã-Cruz da Ordem Nacional do Cruzeiro do Sul do Brasil (11 de maio de 1977)
- Excelentíssimo Senhor Grã-Cruz com Distintivo Branco da Ordem do Mérito Militar de Espanha (12 de dezembro de 1977)
- Comendador da Ordem Militar de São Bento de Avis de Portugal (7 de fevereiro de 1987)
- Grã-Cruz da Antiga e Muito Nobre Ordem Militar da Torre e Espada, do Valor, Lealdade e Mérito de Portugal (10 de junho de 1991), a título póstumo
- Grande-Oficial da Ordem Nacional do Mérito do Brasil (30 de julho de 1991), a título póstumo
- Grande-Oficial da Ordem do Mérito Militar do Brasil (30 de julho de 1991), a título póstumo
- Medalha do Pacificador do Brasil (30 de julho de 1991), a título póstumo
- Grande-Oficial da Ordem do Mérito da República Italiana de Itália (30 de julho de 1991), a título póstumo

## Funções governamentais exercidas
- II Governo Provisório
  - Ministro da Defesa Nacional
- I Governo Constitucional
  - Ministro da Defesa Nacional
- II Governo Constitucional
  - Ministro da Defesa Nacional
- III Governo Constitucional
  - Ministro da Defesa Nacional